# 交通公园
交通公园是中華人民共和國上海市靜安區的一座公園，得名自交通路，面積1.57公頃。其所在地原來是棚戶區，淞滬會戰時該棚戶區大多遭到日軍炸毀。後續棚戶區又重建。1953年，棚戶區又發生大火。火災後此地改建為交通公園。1954年元旦公園建成開放。不過之後該公園一度遭到破壞，1978年重建後的公園再次開放。2008年該公園進行大修。